# 이세레나 (성우)
이세레나(본명: 이명화, 1990년 2월 14일 ~ )는 대한민국의 성우로, 2020년 대원방송 성우극회 공채 11기로 입사했다. 2023년에 이세레나로 개명했다.

## 주요 작품

### 애니메이션
2021년
- 꼭두각시 서커스 - 다카미, 나카마치 후사에, 멜리사 엔더슨, 레이디 스파이더
- 마루코는 아홉살 - 타마
- 반요 야샤히메 - 제로 / 오츠유, 치요와 히코마루의 할머니, 오바바
- 블랙 클로버 - 시엘 그란베리올, 할베트 슈브르
- 신 도라에몽 16기
- 원피스 무사의 나라 편 - 쿠로즈미 히구라시
- 작은 아씨들 - 스펜서
- 작은 아씨들 - 조의 아이들 - 존 '데미' 브룩, 메리앤
- 호빵맨 - 청포도 공주, 파스타아줌마
- 나의 히어로 아카데미아 5기 - 큐리어스, 어린 텐코 외 각종 단역
- 닥터 스톤 STONE WARS - 시시오 미라이
- 트로피컬 루즈! 프리큐어 - 홍매화, 하지않을랭, 몽땅 하지않을랭, 슈퍼 절대 하지않을랭, 다부술랭, 이예봄, 유지혜, 신예분, 최민영, 효린, 편집장 외 각종 단역
- 카드파이트!! 뱅가드 overDress - 소카와 하루카, 콘도 유키코
- 쾌걸 조로리 ~불성실하면서도 성실한~ - 조로리 엄마, 준
- 유희왕 SEVENS - 사리호, 하트랩, 사서 드론

2022년
- 디지몬 어드벤처: - 이미나, 태일과 나리의 어머니, 안내방송, 오포서몬, 카프리몬, 허니비몬, 큐피몬
- 쾌걸 근육맨 2세(재더빙) - 알렉산드리아 미트
- 게게게의 키타로 6기 - 고양이소녀, 이누야마 준코
- 베리베리 뮤우뮤우 뉴~♡ - 타르트, 유아리
- 로미오의 푸른 하늘 - 니키타
- 시골소녀 폴리아나 - 제니, 제이미

2023년
- 블리치 천년혈전 편 - 히키후네 키리오
- 우라미치 선생님 - 타다노 우타노
- 그녀가 공작저로 가야 했던 사정 - 엠버 페일린, 헤일리
- 꼬마마법사 레미(재더빙) - 진보라
- 디지몬 고스트 게임(재능TV) - 오포서몬

2024년
- 드래곤볼(재더빙) - 키미도리 아카네
- 호랑이 돌아와요 - 남자애, 금란
- 슈팅스타 캐치! 티니핑 - 나눔핑

### 극장용 애니메이션
- 내 친구 어둠 - 오리온의 엄마, 아이린
- 세계명작극장 극장판 시리즈
- 극장판 소공녀 세라 - 어멘가드, 몰리
- 극장판 안녕 앤 - 엘리자 토마스
- 극장판 엄마찾아 삼만리 - 콘체타, 내레이션
- 극장판 작은 아씨들 - 해나
- 극장판 키다리 아저씨 - 슬론
- 극장판 톰 소여의 모험 - 벤, 폴리
- 극장판 플랜더스의 개 - 엘리나(아로아의 엄마)
- 아야와 마녀 - 보육교사

### 특촬물
- 가면라이더 시리즈
- 가면라이더 제로원 - 아나운서봇, 선소희 / 개구리 마기어, 스마일 / 네오히 타입 마기어, 델모, 강경환 엄마, 어린 백현성 외 각종 단역
- 가면라이더 세이버 - 소피아 / 가면라이더 칼리버, 무녀, 소년
- 슈퍼전대 시리즈
- 파워레인저 젠카이저 - 이어진, 신부, 임화연
- 파워레인저 돈브라더즈 - 오영아 / 열차귀 / 열차킹, 어린 박일남 / 특명귀, 예빛나, 동여울, 어린 백도원, 허영란, 룡호지극 / 호적순라 음성, 이새롬[4] / 사귀 / 사킹 / 전격귀 / 전격킹, 지현 외 각종 단역

### 게임
- 그랑사가 - 아오이
- 던전앤파이터 - 에일라
- 데스티니 차일드 - 나가
- 랜덤채팅의 그녀 - 이현정
- 원신 - 리넷
- 유희왕 듀얼링크스 - 마계발 현세행 데스가이드
- 짱구는 못말려! 나와 박사의 여름 방학 ~끝나지 않는 7일간의 여행~ - 명주실[6], 해설
- 지금 우리 학교는 - 김효정
- 붕괴 스타레일 - 카스토리스
- 명조: 워더링 웨이브 - 앙코

### OST
- 마루코는 아홉살 닫는곡 - 꿈이 한가득
- 시골소녀 폴리아나 여는곡 - 행복한 카니발(with 김채린)
- 시골소녀 폴리아나 닫는곡 - 사랑이 되고 싶어
- 일곱 바다의 티코 오프닝 / 엔딩
- 게게게의 키타로 엔딩